# Stazione di Vire
La stazione di Vire (in francese Gare de Vire) è la principale stazione ferroviaria di Vire, Francia.